# Amanda Seyfried
Amanda Seyfried   (Allentown, 3 de desembre de 1985), de nom complet Amanda Michelle Seyfried, és una actriu i cantant estatunidenca.
Va entrar en el món de l'espectacle fent de model infantil amb només 11 anys. Més tard, ja sent una adolescent de 15 anys, va començar a dedicar-se a l'actuació. Actualment, és coneguda a nivell internacional, sobretot, per la seva interpretació de la filla de Meryl Streep, Sophie Sheridan, al musical cinematogràfic Mamma Mia!. Altres pel·lícules en les que també ha participat són Cartes a Julieta de 2010, Caputxeta vermella, de qui tens por? de 2011 i Les Misérables de 2012.

## Biografia

### Inicis
Amanda Seyfried va créixer a Allentown, Pennsilvània, i va començar la seva carrera com a model als 11 anys. Des de 2002 a 2003, va exercir el paper de Joni Stafford la sèrie All My Children.

## Carrera
Va anar a la Universitat de Fordham a Nova York per poder filmar Mean Girls. En un principi es va estrenar com a actriu amb un paper secundari a la reconeguda sèrie "Friends", després d'això la van considerar pel paper de Regina George i Cady Heron, però la van canviar de lloc i es va quedar amb el de Karen Smith; van pensar que faria bé el paper de "noia ximple", on comparteix escenari amb Lindsay Lohan i Rachel McAdams.
Amanda ha sigut una actriu convidada a diferents sèries de televisió com House M.D., Law & Order: Special Victims Unit i CSI: Crime Scene Investigation. Amanda va tenir diverses pel·lícules estrenades el 2009 com Chloe, A Woman of No Importance, Dear John, Boogie Woogie i la ja famosa Jennifer's Body, juntament amb Megan Fox. El 2004 va actuar a la sèrie Veronica Mars on va interpretar a la millor amiga de la protagonista, Lilly Kane.
Seyfried també participa en la sèrie nominada a quatre Globus d'Or i a l'Emmy, Big Love, on interpreta a Sarah Herickson, la filla gran d'una família polígama.
La feina més coneguda de Seyfried és el de la pel·lícula Mamma Mia! on actua al costat de Meryl Streep, Pierce Brosnan, Colin Firth, Stellan Skarsgård i Julie Walters. Per aquesta pel·lícula va haver de cantar molts temes del grup musical ABBA. La pel·lícula va tenir crítiques irregulares, però va ser un èxit de taquilla.
Amanda va aparèixer a la portada de tres llibres de Francine Pascal.

## Filmografia
| Any  | Pel·lícula                           | Personatge             |
| ---- | ------------------------------------ | ---------------------- |
| 2004 | Mean Girls                           | Karen Smith            |
| 2005 | Nou vides (Nine Lives)               | Samantha               |
| 2005 | American Gun                         | Mouse                  |
| 2006 | Alpha Dog                            | Julie Beckley          |
| 2006 | Gypsies, Tramps & Thieves            | Chrissy                |
| 2008 | Solstice                             | Zoe                    |
| 2008 | Mamma Mia!                           | Sophie Sheridan        |
| 2008 | Official Selection                   | Emily                  |
| 2009 | Boogie Woogie                        | Paige Oppenheimer      |
| 2009 | Jennifer's Body                      | Anita "Needy" Lesnicki |
| 2009 | Chloe                                | Chloe Sweeney          |
| 2010 | Estimat John                         | Savannah Lynn Curtis   |
| 2010 | Cartes a Julieta                     | Sophie Hall            |
| 2011 | Caputxeta vermella, de qui tens por? | Valerie                |
| 2011 | A Bag of Hammers                     | Amanda                 |
| 2011 | In Time                              | Sylvia Weis            |
| 2012 | Gone                                 | Jill                   |
| 2012 | The End of Love                      | Amanda                 |
| 2012 | Les Misérables                       | Cosette                |
| 2013 | Lovelace                             | Linda Lovelace         |
| 2013 | La gran boda                         | Missy O'Connor         |
| 2014 | A Million Ways to Die in the West    | Louise                 |
| 2014 | Mentre siguem joves                  | Darby                  |
| 2015 | Ted 2                                | Samantha               |
| 2015 | De pares a filles                    | Katie                  |
| 2015 | Pan: Viatge al País de Mai Més       | Mary                   |
| 2015 | Love the Coopers                     | Ruby                   |
| 2017 | El reverend                          | Mary Mensana           |
| 2018 | Gringo                               | Sunny                  |
| 2018 | Anon                                 | La Xica                |
| 2018 | Mamma Mia! Here We Go Again          | Sophie Sheridan        |
| 2018 | Holy Moses                           | Mary                   |
| 2019 | The Art of Racing in the Rain        | Avery "Eve" Swift      |
| 2019 | You Should Have Left                 | Susanna                |
| 2020 | Scoob!                               | Daphne Blake (veu)     |
| 2020 | Mank                                 | Marion Davies          |